# Protonación

Símbolo químico del protón

En química, la protonación es la adición de un protón (H+) a un átomo, molécula, o ion. La protonación es posiblemente la reacción química más fundamental y es un paso en muchos procesos catalíticos y estequiométricos. Algunos iones y moléculas pueden sufrir más de una protonación, y son denominados polibásicos. Esto es verdad para muchas macromoléculas biológicas. Las moléculas que pueden ser deprotonadas son ácidas, o poliácidas si puede eliminarse más de un protón.
Con la protonación de un sustrato, tanto la masa y carga de la especie se incrementan en una unidad. La protonación y deprotonación de una molécula o ion altera muchas propiedades químicas más allá del cambio en carga y masa: hidrofilicidad, potencial de reducción, propiedades ópticas, entre otras. La protonación es también un paso esencial en ciertos procedimientos analíticos, como la espectrometría de masas por electrospray.
La protonación y deprotonación ocurre en muchas reacciones ácido-base; son el corazón de muchas teorías ácido-base. Un ácido de Brønsted-Lowry es definido como una sustancia química que protona otra sustancia.

## Velocidad de protonación y deprotonación
Las protonaciones suelen ser rápidas, en parte debido a la alta movilidad de los protones en el agua. La velocidad de reacción de la protonación está relacionada con la acidez de la especie protonada. Los ácidos débiles protonan más débilmente que los ácidos fuertes. Las velocidades de protonación y deprotonación pueden ser especialmente lentas cuando la protonación induce cambios estructurales significativos.

## Reversibilidad y catálisis
Usualmente, las protonaciones son reversibles, y la base conjugada es inalterada al ser protonada. En algunos casos, sin embargo, la protonación induce una isomerización. Los cis-alquenos pueden ser convertidos a trans-alquenos usando una cantidad catalítica de un agente protonante. Muchas enzimas, como las serina hidrolasas, operan por mecanismos que involucran la protonación reversible de los sustratos.

## Recomendación de la IUPAC
Formalmente, la IUPAC recomienda el término "hidronación", del mismo como que "hidrón" es recomendado en vez de "protón", puesto que sólo el 99,999% de núcleos de hidrógeno natural son protones; el resto son deuterones y raros tritones. En efecto, realmente pocos químicos usan los términos "hidrón", "hidronación", y "dehidronación".